# Wiaczesław Anisin
Wiaczesław Michajłowicz Anisin (ros. Вячеслав Михайлович Анисин; ur. 11 lipca 1951 w Moskwie) – radziecki hokeista, reprezentant ZSRR. Trener hokejowy.
Jego żona Irina Czerniajewa (ur. 1955) była łyżwiarką figurową reprezentowała ZSRR na Zimowych Igrzyskach Olimpijskich 1972. Ich córka Marina (ur. 1975), podobnie jak matka, także została łyżwiarką figurową, a syn Michaił (ur. 1988) został hokeistą.

## Kariera zawodnicza
- CSKA Moskwa (1963–1971)
- Krylja Sowietow Moskwa (1971–1976)
- CSKA Moskwa (1976–1981)
- SKA Sankt Petersburg (1981–1983)
- Spartak Moskwa (1983–1985)
- Medveščak Zagrzeb (1988–1989)
- HC Milano (1989–1990)

Uczestniczył w turniejach mistrzostw świata w 1972, 1973, 1974, 1975, Summit Series 1972, 1974 oraz Canada Cup 1976.

## Kariera trenerska
- Spartak Moskwa (1996–1997), I trener
- Witiaź Podolsk (1997–1999), I trener

## Osiągnięcia
Reprezentacyjne
- Złoty medal zimowej uniwersjady: 1972
- Srebrny medal mistrzostw świata: 1972
- Złoty medal mistrzostw świata: 1973, 1974, 1975

Klubowe
- Złoty medal mistrzostw ZSRR: 1964, 1965, 1966, 1968, 1970, 1971 z CSKA Moskwa, 1972 z Krylją Sowietow Moskwa, 1977, 1978, 1979, 1980, 1981 z CSKA Moskwa,
- Srebrny medal mistrzostw ZSRR: 1967, 1969 z CSKA Moskwa, 1975 z Krylją Sowietow Moskwa, 1984 ze Spartakiem Moskwa
- Brązowy medal mistrzostw ZSRR: 1973 z Krylją Sowietow Moskwa
- Puchar ZSRR: 1966, 1967, 1968, 1969 z CSKA Moskwa, 1974 z Krylją Sowietow Moskwa, 1977, 1979 z CSKA Moskwa
- Trzecie miejsce w Pucharze Europy: 1967 z CSKA Moskwa
- Puchar Europy: 1969, 1970, 1971 z CSKA Moskwa, 1975 z Krylją Sowietow Moskwa, 1978, 1979, 1980, 1981 z CSKA Moskwa
- Złoty medal mistrzostw Jugosławii: 1989
- Puchar Jugosławii: 1989

Indywidualne
- Sezon 1973/1974 ligi radzieckiej:
  - Pierwsze miejsce w klasyfikacji kanadyjskiej: 48 punktów
  - Nagroda Najlepsza Trójka dla tercetu najskuteczniejszych strzelców ligi (oraz Aleksandr Bodunow – Jurij Lebiediew) – łącznie 64 gole

## Wyróżnienia i odznaczenia
Wyróżnienia hokejowe
- Zasłużony Mistrz Sportu ZSRR w hokeju na lodzie: 1973

Odznaczenia państwowe
- Medal Za Pracowniczą Dzielność: 1975